# ベテラ
ベテラ (Betera) は、スペイン・バレンシア州バレンシア県にあるムニシピ（基礎自治体）。